# オレステス (マケドニア王)
オレステス（希：Ὀρέστης, ラテン文字転記：Orestes, ? - 紀元前396年）はアルゲアデス朝のマケドニア王（在位：紀元前399年 - 紀元前396年）である。
オレステスはアルケラオス1世の子であり、父王がクラテロスによって殺害された後、王位に就いた。まだ子供であったため、叔父のアエロポス2世が共同統治者となり、その後見を受けたが、紀元前396年にアエロポスによって殺害された。

## 註
1. ↑  ディオドロス、XIV、37

## 参考URL
- ディオドロスの『歴史叢書』の英訳